# Hoeve Casselaer

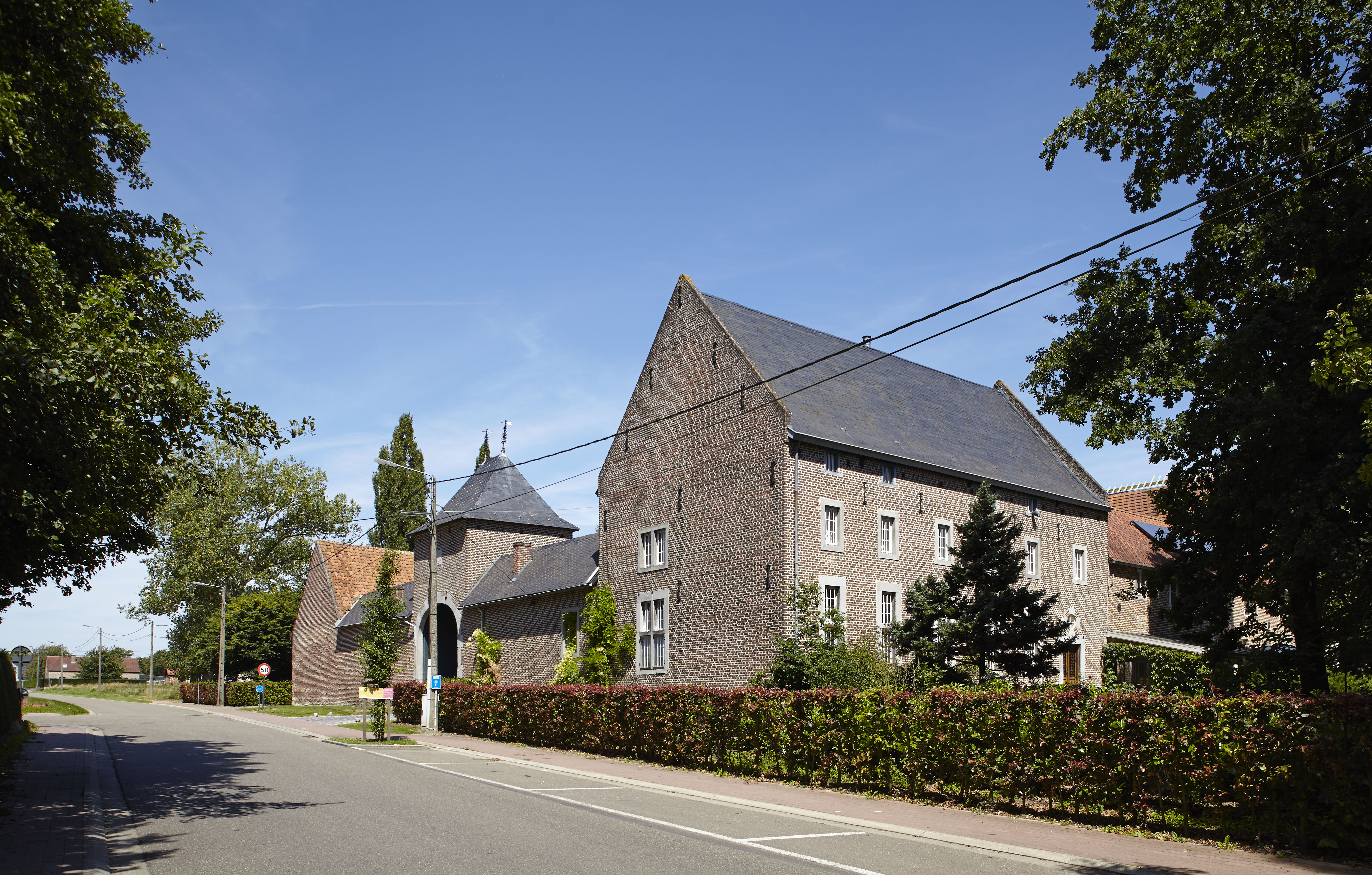
Straatzicht (2015)

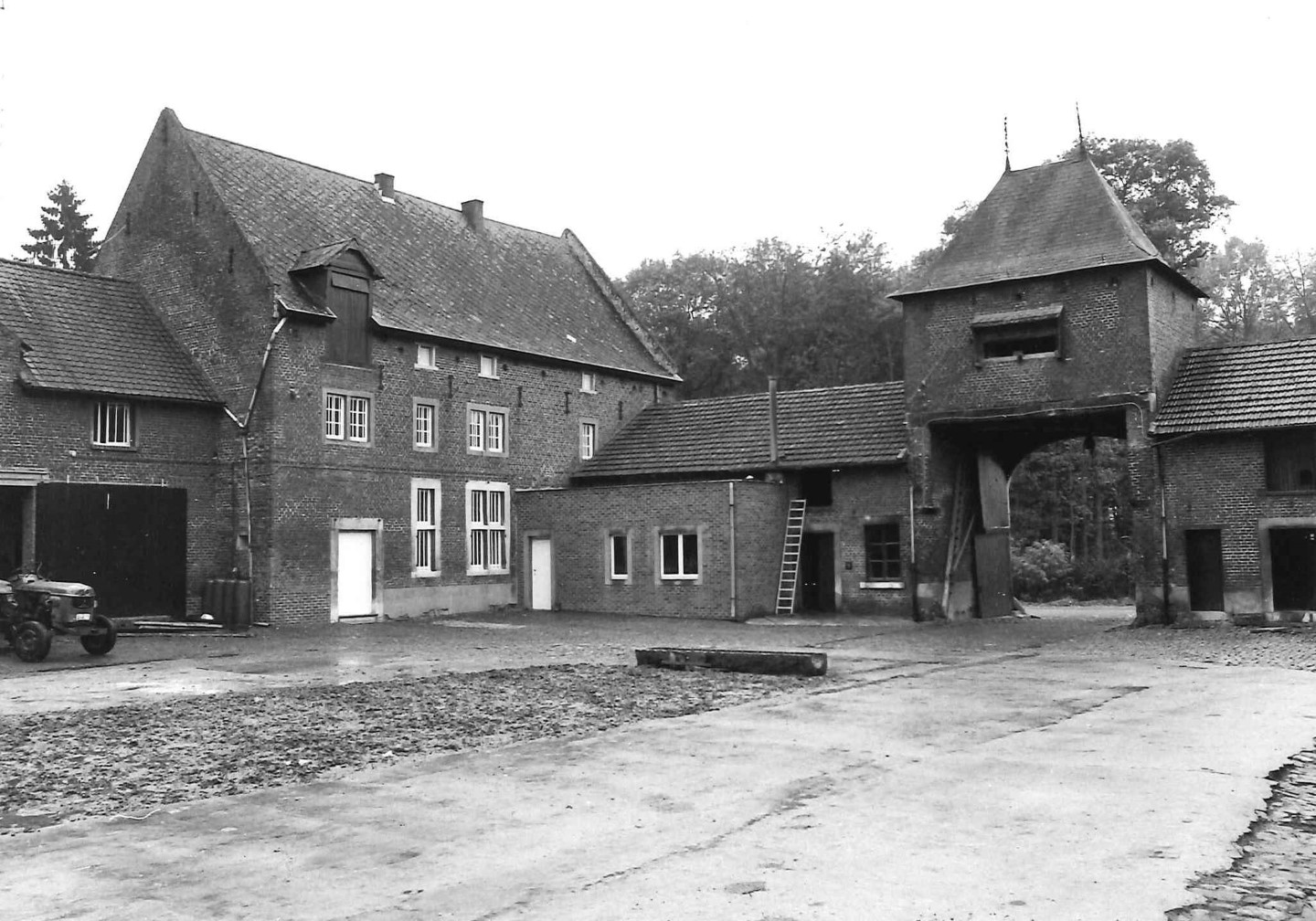
Erf (1977)

De Hoeve Casselaer is een gesloten hoeve, gelegen aan de Basiliekstraat te Kortenbos in het Belgische Limburg.
Deze hoeve was oorspronkelijk bezit van de Abdij van Herkenrode. Het huidige complex stamt uit 1736. Nadat de goederen van de Abdij in 1796 werden onteigend, kwam de hoeve met omliggende landerijen aan de Graaf van Duras, welke het weer doorverkocht aan particulieren.
Het jaartal 1736 vindt men boven de inrijpoort, waar ook de wapenspreuk van de toenmalige Abdis de Rivière d'Arschot is te vinden: Virtus coronat opus. Zuidelijk hiervan vindt men het woonhuis, en ook zijn er paardenstallen uit de 2e helft van de 19e eeuw. In het noorden zijn stallen in vakwerk, oorspronkelijk gevuld met leem, in 1974-1975 versteend. In het oosten is er een dwarsschuur, waarvan het oorspronkelijke gebint echter door een brand in 1919 verloren ging.
Voorts is er een bakhuis en een karrenschuur.